# Мобільний зв'язок

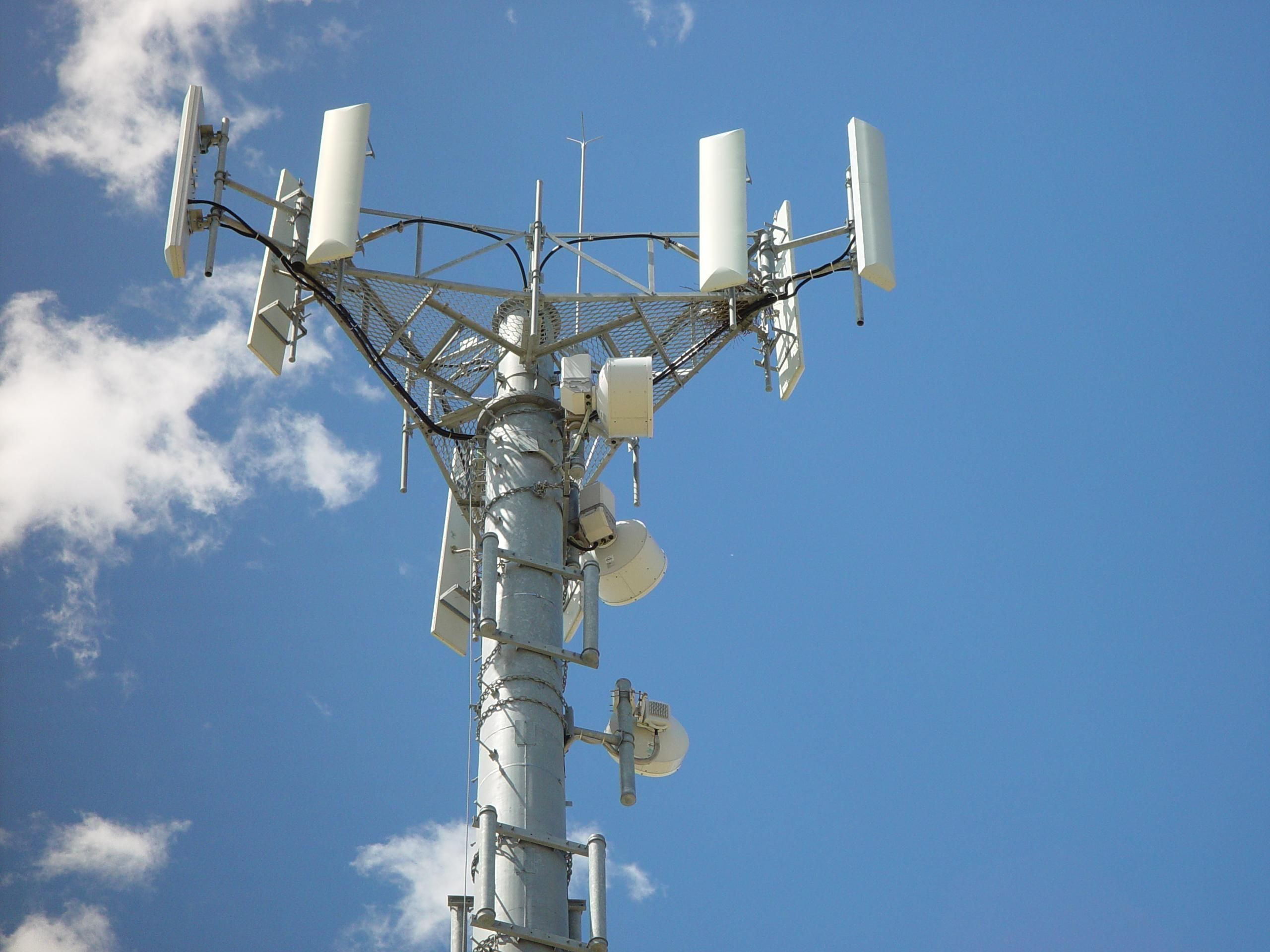
Вежа антени мобільного телефону

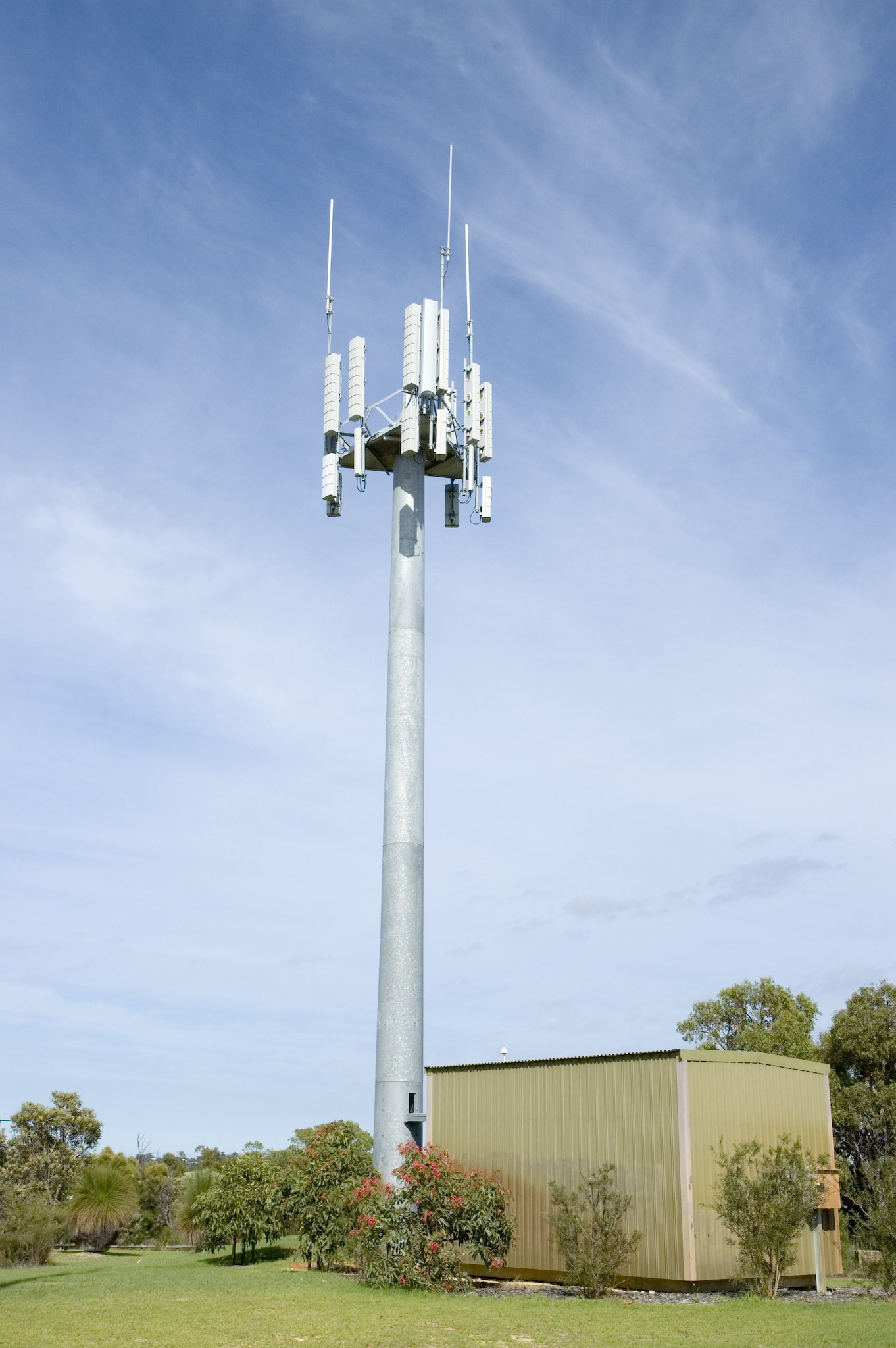
Вежа (базова станція) мобільного зв'язку.

Мобі́льний зв'язо́к (рухо́мий зв'язо́к) — зв'язок із застосуванням радіотехнологій, під час якого кінцеве обладнання хоча б одного із споживачів може вільно переміщуватися в межах телекомунікаційної мережі, зберігаючи єдиний унікальний ідентифікаційний номер мобільної станції.
Мобільний (рухомий, бездротовий) зв'язок (мобільні телекомунікації) — технології, що дозволяють абонентам залишатись на зв'язку під час руху, вдома, на роботі, в транспорті, в роумінгу і на морі.

## Історія
Уперше мобільний телефонний зв'язок використала в 1921 році Detroit Police Department (США). Спочатку це був односторонній зв'язок (У діапазоні 2 МГц), а через 20 років поліцейські Нью-Йорка почали застосовувати і двосторонній. Перший споживчий мобільний радіотелефон (Частота — 150 МГц) розроблений у Bell Labs в 1946-му. А через рік працівник цієї ж лабораторії Дуглас Ринг запропонував «стільниковий» принцип для мереж мобільного зв'язку. У 1949-му першу спробу використовувати «стільниковий» принцип здійснила служба таксі Детройта, в 1955 році розпочала роботу 11-канальна система (150 МГц), а через рік — 12-канальна (450 МГц).

## Класифікація систем мобільного радіозв'язку (СМРЗ)
- Наземні
  - системи персонального радіовиклику (СПРВ)
  - стільникові СМРЗ (надають доступ до територіального ресурсу)
  - найпростіші системи мобільного радіозв'язку, транкінгова система мобільного радіозв'язку (використовують ретранслятори, система автоматично вибирає найкращий)
  - зонові СМРС (фіксований канал через ретранслятор)
- Супутникові
  - геостаціонарні (супутник перебуває на геостаціонарній орбіті, висота близько 34 тисяч км)
  - середньорбітальні
  - низькоорбітальні
  - високоеліптичні (робота супутника здійснюється при його знаходженні в апогеї.)

## Кількість абонентів

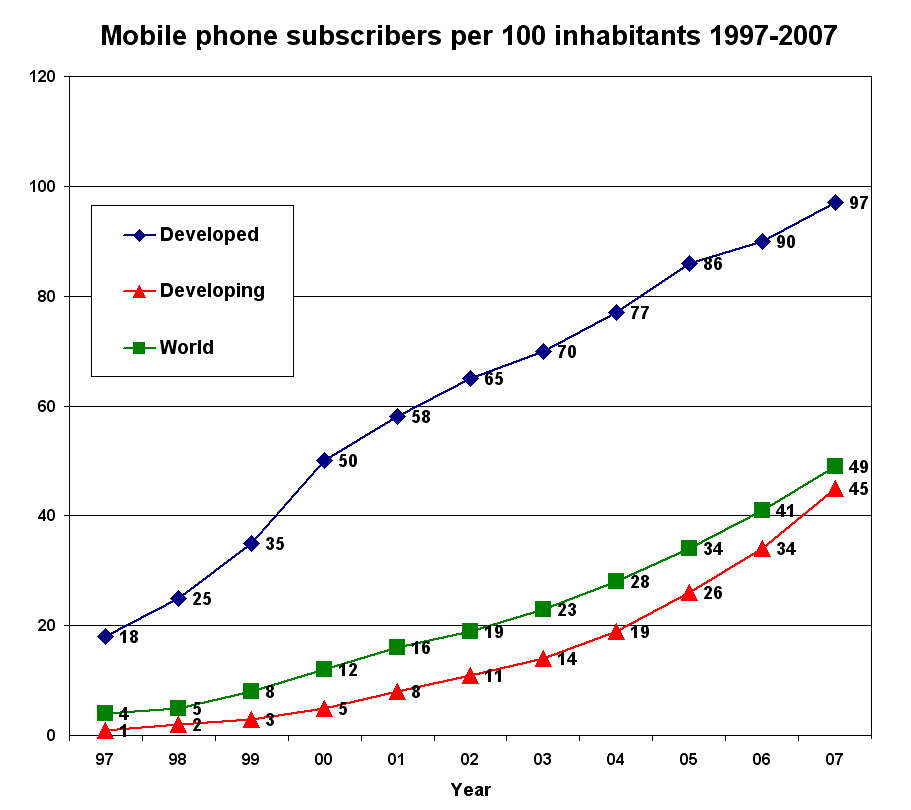
Кількість користувачів мобільним зв'язком на 100 мешканців за період 1997–2007 років

В грудні 2008 року кількість абонентів мобільного зв'язку на Землі стала більше за 4 мільярди користувачів.
На кінець вересня 2010 року кількість абонентів мобільного зв'язку на планеті досягла відмітку 5 мільярдів користувачів. Тобто, мобільними телефонами користуються три з чотирьох мешканців Землі (або близько 73,4 %). Природно, що проникнення мобільного зв'язку дуже залежить від регіону. Наприклад, у Африці цей показник становить всього 50 %, а в Європі він вже перейшов за 157,6 %.
Станом на середину травня 2011 року абонентами мобільного зв'язку є понад 5,3 млрд осіб у всьому світі. Ці дані надав генеральний секретар Міжнародного телекомунікаційного союзу (англ. ITU) Хамадун Туре під час підготовки до святкування Всесвітнього дня телекомунікацій та інформаційного суспільства.

## Кількість абонентів мобільного зв'язку в Україні
За даними iKS-Consulting, в Україні на грудень 2011 налічувалося 53,67 млн абонентів (SIM-карт) стільникового зв'язку. Це — проникнення мобільного зв'язку на рівні 117 %. У грудні 2010 цей показник дорівнював 111 %.